# Martinskirche (Falken)

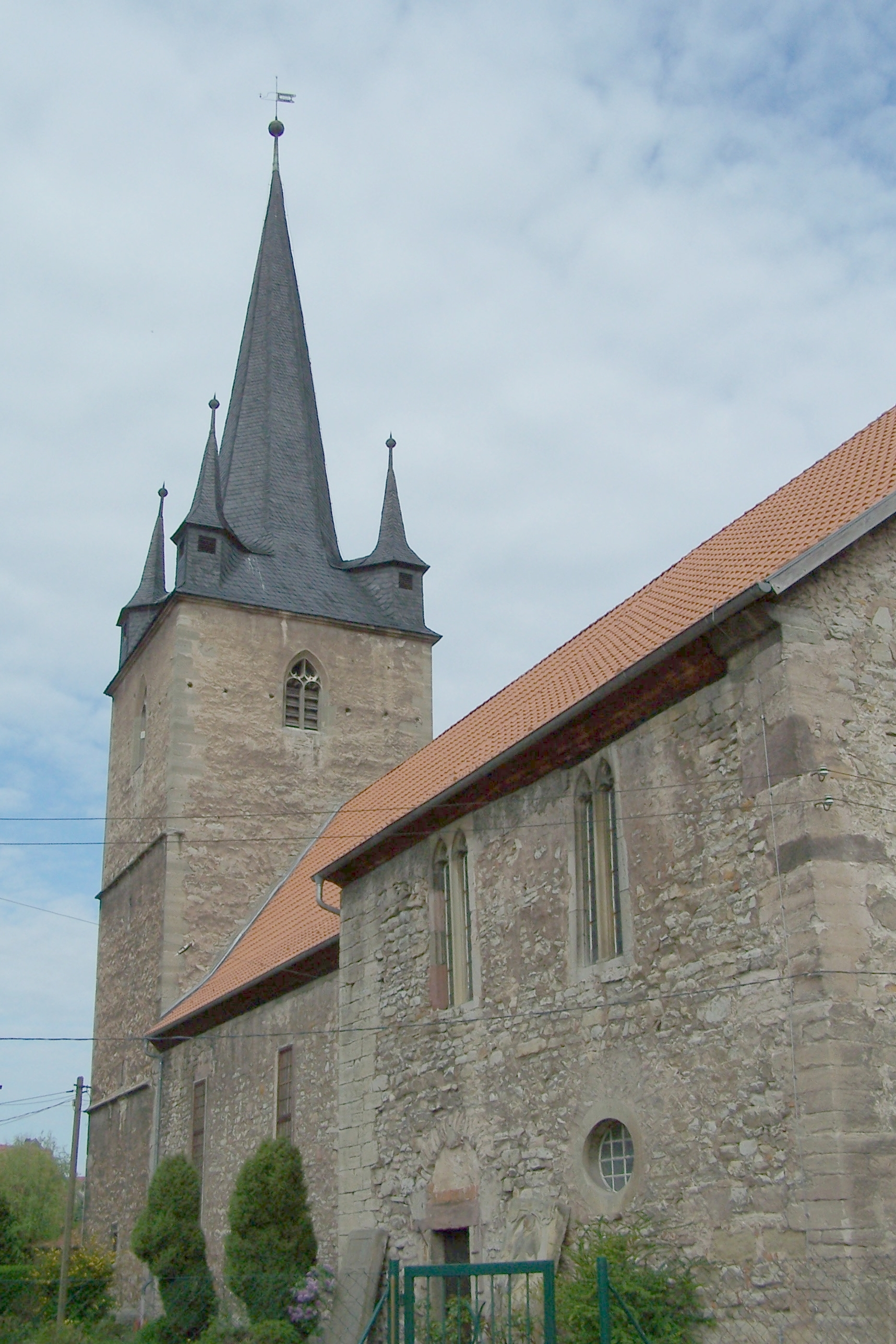
Falken, Martinskirche

Die evangelisch-lutherische Martinskirche steht im Areal eines ehemaligen Klosterhofes in der Straße Güldenes Stift 4 von Falken, einem Stadtteil von Treffurt im Wartburgkreis in Thüringen. Namenspatron der Filialkirche ist Martin von Tours. Die Kirchengemeinde Falken gehört zum Pfarrbereich Großburschla im Kirchenkreis Mühlhausen der Evangelischen Kirche in Mitteldeutschland.

## Beschreibung
Die Saalkirche mit einem 32 Meter hohen Kirchturm im Westen und einem gerade schließenden Chor im Osten wurde um 1500 auf den Grundmauern der 1417 abgebrannten Vorgängerkirche unter Einbeziehung erhaltener Teile, z. B. auch Reste von Maßwerkfenstern aus Bruchsteinen neu gebaut. Diese Jahreszahl findet sich am Portal an der Nordseite. Ihr markantestes Merkmal ist der Kirchturm mit dem nochmals 18 Meter hohen achtseitigen spitzen Helm; an den Ecken des quadratischen Fußes befinden sich kleine vierseitige Helme. Mehrfach wurde die Kirche renoviert, hauptsächlich 1845/46. Der ursprünglich beidseitig eingezogene Chor ist durch eine verringerte Breite des Kirchenschiffs im Süden überstehend.
Das Langhaus wurde 1908 mit einem hölzernen Tonnengewölbe überspannt. Die zweigeschossigen Emporen haben eine unterschiedliche Bauzeit. Sie werden im Süden in den flachgedeckten Chor weitergeführt und laufen dort eingeschossig um. Ihre Brüstungen wurden im 18. und 19. Jahrhundert mit Szenen aus dem Neuen Testament bemalt. An der Chorempore sind Bilder von Aposteln und Märtyrern. Im Chor ist eine Deckenmalerei mit Darstellung der Trinität.
Das Altarretabel stammt aus dem Anfang des 17. Jahrhunderts, im Schrein in der Mitte ist ein spätgotisches Relief eingesetzt, das die Beweinung Christi zeigt. Es ist um 1480/90 in Erfurt entstanden. Die heutige Farbfassung entstand erst 1975. In den Flügeln sind Reliefs von der Verkündigung und der Auferstehung. Die hölzerne Kanzel von 1608 steht im Nordosten. Der Kanzelkorb wird von einer Statue des Moses getragen. An der Brüstung sind in Nischen zwischen Säulen Schnitzfiguren von Christus, von den vier Evangelisten und von Paulus. Der Schalldeckel hat Statuetten des Auferstandenen und der zwölf Apostel. Östlich hinter der Kanzel ist ein Anbau für die Sakristei von 1697.
An der Ostwand des Kirchenschiffes ist ein Tafelbild des Malers Conrad von Soest im weichen Stil, entstanden um 1420/30. Es ist bis heute nicht geklärt, wie dieses Kunstwerk seinen Weg in die Kirche fand. Das Bild ist dreiteilig aufgebaut. In der Mitte zeigt es die Kreuzigung, zu den Seiten Simon und Bartholomäus, jeweils unter gemalten Baldachinen. An der Nordwand befindet sich ein Kruzifix über einer Holzsäule aus der Zeit um 1500. Der barocke Orgelprospekt befindet sich auf der östlichen Chorempore. Die Orgel mit 17 Registern, verteilt auf 2 Manuale und Pedal, wurde 1909 von Wilhelm Rühlmann gebaut.